# Mexsat 1
O Mexsat 1 (também conhecido por Centenario) foi um satélite de comunicação geoestacionário mexicano que fazia parte do sistema Mexsat, o mesmo foi construído pela empresa Boeing Satellite Systems. Era para ele ter sido colocado na posição orbital de 113 graus de longitude oeste e seria operado pela Secretaria de Comunicações e Transportes (SCT) do México. O satélite foi baseado na plataforma BSS-702HP-GEM (GEOMOBILE) e sua expectativa de vida útil era de 15 anos. O satélite foi perdido devido há uma falha ocorrida no veículo lançador durante o processo de lançamento.

## História
A Boeing anunciou em dezembro de 2010, que recebeu um contrato de cerca de 1 bilhão de dólares do governo do México para fornecer um sistema de comunicações por satélite end-to-end. O sistema, conhecido como Mexsat, seria composto de três satélites, dois locais de solo, sistemas de operações de rede associadas e terminais de referência para usuários. O sistema Mexsat fornecerá comunicações seguras para as necessidades de segurança nacional do México, assim como cobertura reforçada para as telecomunicações civis do país.
Nos termos do contrato, a Boeing vai entregar um sistema completo de satélite composto pelos satélites Mexsat 1 e Mexsat 2 baseados na plataforma da Boeing 702HP GEOMOBILE  o sistema Mexsat já conta com um satélite que opera nas bandas C e Ku, o Mexsat 3, que fornece serviços via satélite a partir da órbita geoestacionária. O Mexsat 3 foi lançado ao espaço no final de 2012.
O satélite Mexsat 1 iria gerar 14 kilowatts de energia por meio de asas com cinco painéis solares que usam painéis de alta eficiência. O satélite tinha um refletor de banda L de 22 metros para os serviços móveis via satélite, complementados por uma antena de 2 metros de banda Ku.

## Lançamento
O satélite foi lançado ao espaço no dia 16 de maio de 2015, às 05:47 UTC, por meio de um veiculo Proton-M/Briz-M, lançado a partir da Cosmódromo de Baikonur, no Cazaquistão. Ele tinha uma massa de lançamento de 5325 kg. O Mexsat 1 foi perdido depois do veículo lançador sofrer uma falha possivelmente no terceiro estágio.

## Falha
A falha aconteceu cerca de um minuto antes da ignição do estágio superior Briz-M, possivelmente durante a separação do terceiro estágio. Informações preliminares do voo indicam que a anomalia ocorreu durante a operação da terceira fase, cerca de 490 segundo após o lançamento.
A falha atingiu o conturbado programa espacial da Rússia pela segunda vez em menos de três semanas, quando o laçamento da nave cargueiro Progress M-27M com missão de reabastecer a Estação Espacial Internacional também falhou e a nave caiu de vola na Terra.

## Capacidade e cobertura
O Mexsat 1 era equipado com transponders nas bandas L e Ku para fornecer comunicações seguras para as necessidades de segurança nacional do México, bem como reforçar a cobertura de telecomunicações civil do país.